# كسيوبيا
الكسيوبيا (الاسم العلمي: Cassiopea) هي جنس من الحيوانات تتبع الفصيلة الكسيوبية من رتبة جذريات الفم.

## تصنيف
كسيوبيا أندروميدية
كسيوبيا كامشانية
كسيوبيا فندرهرستية